# Кржижановский, Станислав Филипп Яков
Станислав Филипп Яков Кржижано́вский (пол. Stanisław Filip Krzyżanowski; 1841, Санкт-Петербург — 1881, Варшава) — польский археолог.
Учился в Киевском и Краковском университетах, затем преподавал в Краковском университете.
Работы Кржижановского:
- «Два очерка» (пол. «Dwa szkice» Краков, 1861)
- «Tulczyna» (Крак., 1862)
- «Materiały do dziejów Polski» (Краков, 1868)
- «Wspomnienia z Padwy, notatki z podróży» (Крак., 1868)
- «О grobowcach» (Краков, 1870)
- «De Simonis Okolscii vita et scriptis» (Крак., 1870).
- Издавал (с 1869) «Rocznik dla archeologów, numizmatyków i bibliografów polskich».